# Wólka Ostrożeńska
Wólka Ostrożeńska – wieś sołecka w Polsce, położona w województwie mazowieckim, w powiecie garwolińskim, w gminie Górzno.
Około 1740 roku urodził się w niej architekt królewski Marcin Knakfus.
W latach 1975–1998 miejscowość administracyjnie należała do województwa siedleckiego.
Wierni Kościoła rzymskokatolickiego należą do parafii św. Jana Chrzciciela w Górznie.